# Strauss Mann
Strauss Mann, född 18 augusti 1998 i Greenwich, är en amerikansk professionell ishockeymålvakt som spelade för Skellefteå AIK i SHL.

## Klubbar
- Fargo Force, USHL (2017/2018)
- University of Michigan, NCAA (2018/2019 - 2020/2021)
- Skellefteå AIK, SHL (2021/2022)